# Manville (New Jersey)
Pour les articles homonymes, voir Manville.
Manville est un borough situé dans le comté de Somerset, dans l'État du New Jersey, aux États-Unis.